# Hitler skjuts kl 24!
Hitler skjuts kl 24! (1939) av skandalförfattaren Gustaf Ericsson var den första romanen som beslagtogs i Sverige under andra världskriget. Regeringen beslöt i fredagskonseljen den 17 november 1939 om konfiskering med stöd av par. 3, mom. 9, första stycket, andra punkten i tryckfrihetsförordningen som lyder "Är skriften ej smädlig eller förgriplig, men genom densamma missförstånd med utländsk makt sig yppat, må den utan rättegång kunna konfiskeras".
På bokomslaget beskrevs att boken var "en sensationell sannskildring från den svenska film- och teatervärlden av idag", men det meddelades också i en särskild notis från författaren "på begäran" att hans bok var en roman, och att alla där beskrivna personer, företag och händelser var "helt fiktiva, uppfunna av författaren och – såvitt författaren känner till – saknade motsvarighet i verkligheten".
Litteraturhistorikern Johan Svedjedal beskriver den som "en lätt skabrös roman om filmrufflare som vill göra en film med samma titel som boken".  Dåvarande justitieministern K.G. Westman uttryckte sin syn på boken i privata anteckningar på följande sätt: "Boken är en snuskbok utan spår av talang(...)". 
Av bokens upplaga på 3000 ex lyckades polisen bara komma över  ett hundratal böcker.  Senare samma år kom romanen ut igen - med samma innehåll men med ny titel: Hm-hm skjuts kl 24!.
1942 var det dags igen. Då beslagtogs Ericssons antisemitiska, antikommunistiska och antidemokratiska roman Alarm - som snart kom ut  under ändrad titel, Nytt alarm. 
Ericsson  dömdes till 10 månaders fängelse, en dom som verkställdes först efter ett år då polisen lyckade gripa författaren.

## Utgåvor
- Ericsson, Gustaf (1939). Hitler skjuts kl. 24!.. Stockholm: Nord. litteratur. Libris 1363510
- Ericsson, Gustaf (1942). Alarm: en sista varning. Stockholm: Nordisk litteratur. Libris 547853
- Ericsson, Gustaf (1942). Nytt alarm: En sista varning. Stockholm: Nord. litteratur. Libris 1396347